# ياسمين هارمان
ياسمين هارمان (بالإنجليزية: Jasmine Harman)‏ هي مقدمة تلفزيونية بريطانية، ولدت في 15 نوفمبر 1975 في حي هكني في لندن في المملكة المتحدة.

## وصلات خارجية
- ياسمين هارمان على موقع IMDb (الإنجليزية)
- ياسمين هارمان على موقع قاعدة بيانات الفيلم (الإنجليزية)